# Warsaw WAR/SAW. Zrozumieć Polskę
Warsaw WAR/SAW. Zrozumieć Polskę – drugi album L.U.C.-a z cyklu Zrozumieć Polskę, wydany 19 maja 2011. Jest to słuchowisko zrealizowane przez Łukasza Rostkowskiego we współpracy z Muzeum Powstania Warszawskiego. W zamyśle artysty przedstawia ono kontrowersyjny zryw od zupełnie dotąd nieznanej - humorystyczno-groteskowej strony.

## Lista utworów
Źródło.
1. 200 Lat Kombinatoryki
2. Bardzo Dobry Piesek a Masło Rosło Na Budynkach
3. Pomnik Marmoladowego Żołnierza
4. Śledzie w Oceanie Wiader
5. Noga Powinna Stać
6. Polacy Do Roboty, Niemcy To Roboty
7. Idzie Sobie Hitler
8. Koncert Z Muszli... Klozetowej
9. Zło Dobrem
10. Misja
11. Łączniczkom
12. Warszawski Gnojek
13. Księżycowe Miasto
14. Jeden z Miliona
15. Ranne Wina